# Cerro Bertrand
Le cerro Bertrand, ou cerro Roma,,, est une montagne de la cordillère des Andes située sur la frontière entre le Chili et l'Argentine dans la régión de la Patagonie.

## Toponymie
Le cerro Bertrand est aussi appelé Agassiz Nord, pour le différencier du proche cerro Agassiz Sud (culminant à 2 835 mètres d'altitude), ou encore cerro Roma.

## Géographie

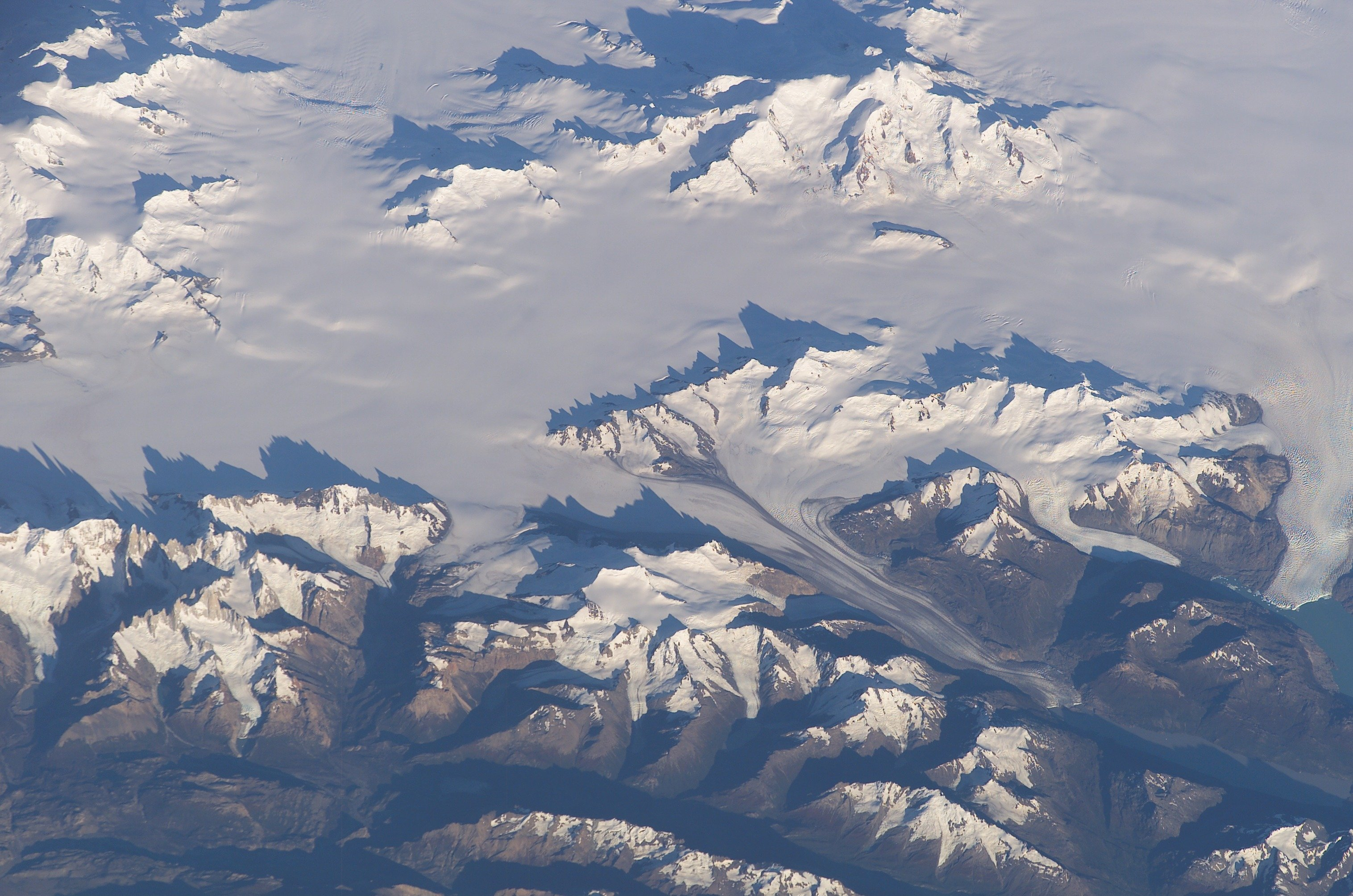
Vue aérienne d'une partie du parc national Bernardo O'Higgins

Du côté argentin, le cerro fait partie du parc national Los Glaciares dans la province de Santa Cruz. Du côté chilien, il fait partie du parc national Bernardo O'Higgins de la région de Magallanes et de l'Antarctique chilien.